# Батнога
45°10′ пн. ш. 15°42′ сх. д. / 45.17° пн. ш. 15.7° сх. д.
Батнога (хорв. Batnoga) — населений пункт у Хорватії, у Карловацькій жупанії у складі громади Цетинград.

## Населення
Населення за даними перепису 2011 року становило 95 осіб.
Динаміка чисельності населення поселення: